# Ozero Dobrosen
Ozero Dobrosen (ryska: Озеро Добросень) är en sjö i Belarus.   Den ligger i voblasten Homels voblast, i den centrala delen av landet, 160 km sydost om huvudstaden Minsk. Ozero Dobrosen ligger 129 meter över havet. Arean är 0,58 kvadratkilometer.  Den sträcker sig 1,7 kilometer i nord-sydlig riktning, och 1,0 kilometer i öst-västlig riktning.
I omgivningarna runt Ozero Dobrosen växer i huvudsak blandskog. Runt Ozero Dobrosen är det ganska tätbefolkat, med 54 invånare per kvadratkilometer.